# 陈鹏年 (1934年)
陈鹏年（1934年11月—2022年7月2日），男，江苏海安人，中国音乐理论家、教育家。曾任南京艺术学院副院长、江苏省音乐家协会主席等职。长期从事音乐创作及作曲技术理论的教学与研究工作。

## 生平
1934年11月生于江苏省东台县栟茶区来南乡（今海安市角斜镇来南村）。1947年参加江海公学，担任滨海文工团团员。1951年选送入中央音乐学院华东分院（1956年改称上海音乐学院）第三期干部专修班，学习两年。1953年回江苏戏曲团工作。1956年考入上海音乐学院理论作曲系本科，1961年毕业并留校任助教。1962年调入江苏省歌舞剧院创作社工作。1979年调入南京艺术学院工作。1983年起，历任南京艺术学院副院长、副书记等职。1995年12月离休。曾任中国音乐家协会理事，江苏省文联副主席、顾问，江苏省音乐家协会副主席、主席、名誉主席，江苏省文史研究馆馆员等职。2022年7月2日在南京逝世。

## 出版物
- 陈鹏年. . 南京: 江苏文艺出版社. 2008. ISBN 978-7-5399-3004-6.
- 陈鹏年. . 南京: 南京师范大学出版社. 2007. ISBN 978-7-81101-598-0.
- 陈鹏年. . 南京: 江苏文艺出版社. 2001. ISBN 7-5399-1581-1.